# 페트롭스코 라주몹스카야역
페트롭스코 라주몹스카야 역(러시아어: Петро́вско-Разумо́вская)은 모스크바 북부 행정구역 티미랴젭스키 구역에 있는 모스크바 지하철의 역이다.

## 역사
1991년 3월 1일 세르푸홉스코 티미랴젭스카야 선이 북쪽으로 연장되면서 개통되었고, 2016년 9월 16일 류블린스코 드미트롭스카야 선이 북쪽으로 연장되면서 당 노선의 종착역으로 개통하였고 쌍섬식 승강장 구조의 평면 환승 형태로 환승역이 되었다.

## 지리
페트롭스코 라주몹스카야 역에서는 드미트롭스코예 대로와 상트페테르부르크로 가는 레닌그라드스키 기차역으로 갈 수 있다.

## 환승
2016년 증축된 본 역사는 하나의 플랫폼과 두 개의 선로가 추가로 건설되어 두 노선 간 상호 환승이 가능하다.